# The Magic Fountain

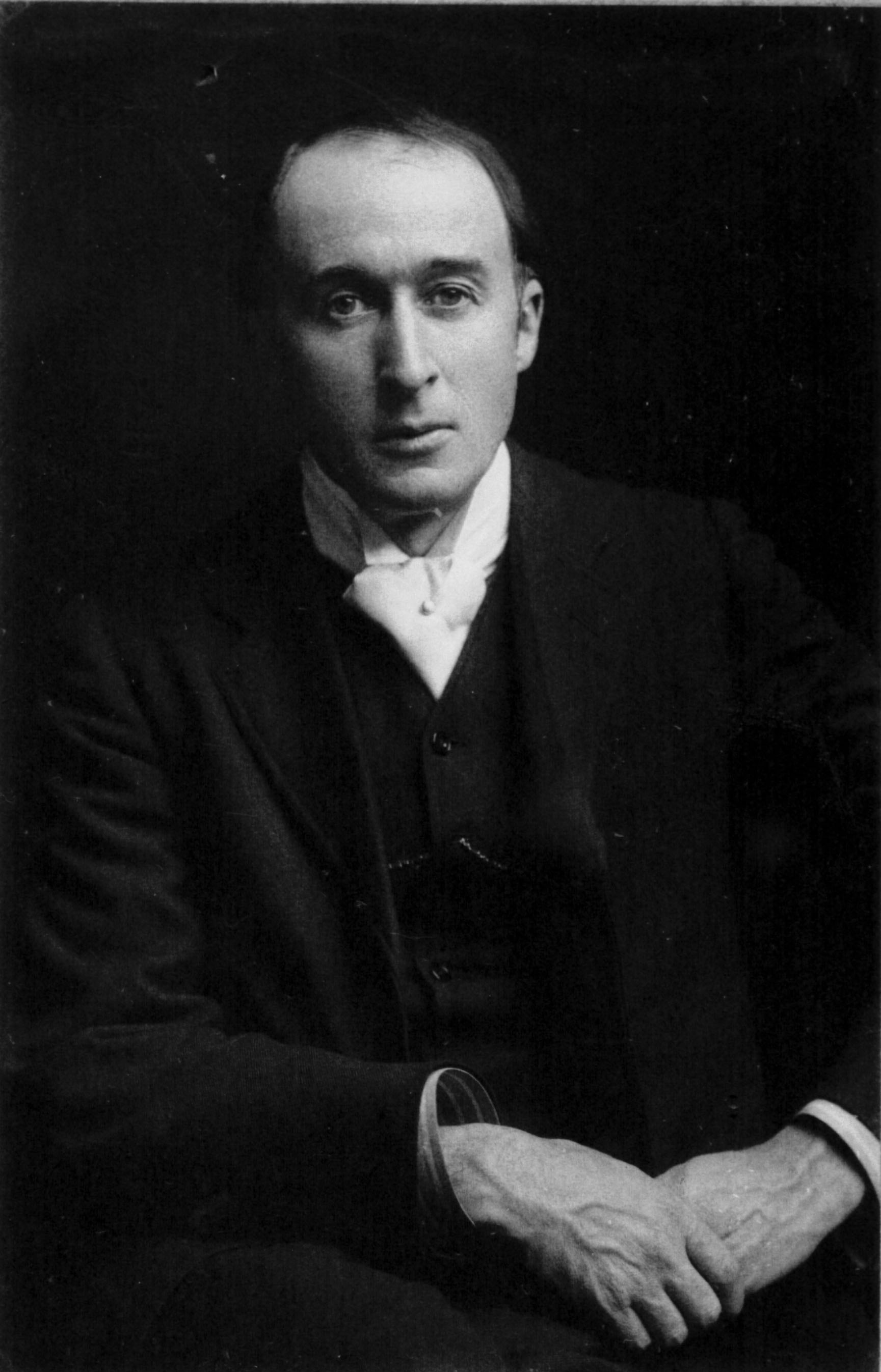
Frederick Delius.

The Magic Fountain (Den magiska källan) är en engelsk opera i tre akter med musik av Frederick Delius. Librettot skrevs av Delius och Jutta Bell.

## Historia
I mars 1884 anlände den 22-årige Delius till Jacksonville, Florida för att arbeta på apelsinplantagen Solano Grove i nästan två år. Vistelsen där skulle ha en enorm inverkan på Delius musikaliska utveckling vad gällde intresset för folkmusik och negro spiritual. The Magic Fountain var den första delen i en tänkt trilogi om "indianerna, zigenarna och negrerna, och 'quadroons'". Tanken kom delvis att realiseras med operan Koanga, som tog upp de svartas situation, och i A Village Romeo and Juliet där zigenarna blev vagabonder. I Florida hade Delius haft den norska författarinna Jutta Bell som granne och de två skulle senare mötas igen i Paris och då samarbeta om librettot.
Musiken lånade Delius från sin tidigare orkestersvit Florida och de två första takterna i Watawas motiv återkommer i Delius tonsättning av Walt Whitmans Sea Drift. I orkestern ingår det ovanliga blåsinstrumentet sarrusofon. Tonsättaren Florent Schmitt renskrev partituret och 1895 skickade Delius det till dirigenterna Felix Mottl i Karlsruhe, Bernhard Stavenhagen i Weimar och Alfred Hertz i Elberfeld men alla tackade nej till att uppföra operan. En tänkt uppsättning i Prag gick också om intet. Operan hade inte premiär förrän den 20 november 1977 på i en radioutsändning från BBC. Den första sceniska uppsättningen skedde den 22 juni 1997 på Opernhaus i Kiel.

## Personer
- Solano (Tenor)
- Watawa (Sopran)
- Wapanacki (Bas)
- Talum Hadjo (Bas)
- En spansk sjöman (Bas)
- Sjömän, indiankrigare, indianer, andeväsen (kör)

## Handling
Florida, tidigt 1500-tal.

### Akt I
Seglaren Solano (baserad på Juan Ponce de León som upptäckte Florida 1513) berättar om sitt sökande efter ungdomens källa. En storm bryter ut och skeppet förliser utanför Floridas kust. Solano hittas medvetslös av den amerikanska prinsessan Watawa som för honom till indianernas läger.

### Akt II
I lägret berättar Solano för hövdingen Wapanacki om sitt sökande. Wapanacki råder honom att besöka siare Talum Hadjo som bor i träsket. Watawa som hatar alla vita erbjuder sig att föra honom dit. När de kommer fram till Hadjos hydda frågar hon Hadjo om hon kan döda Solano. Han säger att detta är onödigt då vattnet från ungdomens källa innebär döden.

### Akt III
På vägen till källan veknar Watawas hjärta och de kysser varandra. Hon erkänner sin plan att döda honom. Medan de somnar i varandras armar utför vattenandarna en balett. Framme vid källan uppmanar Watawa Solano att inte drick av den. Han förkastar legenden och hon dricker av vattnet varpå hon dör. Solano följer hennes exempel.